# 王光裕
王光裕（英語：Kuang Yu Wang，1945年4月9日—），香港动作片演員。

## 生平
1945年出生，后成为演员。活跃于1966-1980
其饰演的角色基本都以配角。动作类型角色为主，其可以饰演反派的打手，也可以饰演正派的帮手。在张彻执导的电影中，其多次担任重要配角。
他与1980年拍完《癲馬靈猴》后息影，目前在澳洲开餐厅。